# Epidonta brunneomixta
Epidonta brunneomixta är en fjärilsart som beskrevs av Paul Mabille 1897. Epidonta brunneomixta ingår i släktet Epidonta och familjen tandspinnare. Inga underarter finns listade i Catalogue of Life.